# Джимма
Джи́мма (амх. ጅማ, оромо Jimma) — крупнейший город юго-западной части Эфиопии. Расположен в регионе Оромия.

## История
К началу XIX века Джимма (под названием Хирмата) была крупным торговым центром, пригородом столицы государства Оромо — города Джирен. Город находился на пересечении торговых путей, значимость его со временем возрастала, и в середине XIX века в 7 километрах от города королём Абба-Джифаром I был построен королевский дворец. В 1932 году, после смерти Абба Джифара II, королевство Джимма было упразднено и его территория напрямую подчинена Эфиопии.
В конце 1930-х город Джимма был перестроен и расширен под властью итальянских колонизаторов. Город стал одним из центров исламской культуры в Эфиопии, была открыта школа по изучению фикха. В апреле 1975 года в Джимме и окрестностях прошли студенческие и крестьянские волнения, подавленные армией. В результате столкновений 24 человека погибло, многие были арестованы.
За несколько дней до окончания Гражданской войны в мае 1991 года Джимма был взят Революционно-демократическим фронтом эфиопских народов.

## География
Джимма расположен примерно в 250 км к юго-западу от Аддис-Абебы, на высоте 2085 м над уровнем моря. Через город протекает река Ауэту.

## Климат
| Показатель                    | Янв. | Фев. | Март | Апр. | Май  | Июнь | Июль | Авг. | Сен. | Окт. | Нояб. | Дек. | Год  |
| ----------------------------- | ---- | ---- | ---- | ---- | ---- | ---- | ---- | ---- | ---- | ---- | ----- | ---- | ---- |
| Средний суточный максимум, °C | 28,0 | 28,4 | 28,8 | 28,3 | 27,2 | 25,7 | 24,3 | 24,4 | 25,2 | 26,1 | 27,0  | 27,2 | 26,8 |
| Средняя температура, °C       | 18,2 | 19,2 | 20,2 | 20,5 | 20,0 | 19,2 | 18,6 | 18,6 | 18,8 | 18,4 | 18,0  | 17,7 | 18,6 |
| Средний суточный минимум, °C  | 8,5  | 10,1 | 11,7 | 12,7 | 12,9 | 12,8 | 12,9 | 12,8 | 12,4 | 10,8 | 9,0   | 8,2  | 11,2 |
| Норма осадков, мм             | 31   | 52   | 97   | 132  | 183  | 232  | 258  | 243  | 202  | 108  | 58    | 28   | 1624 |
| Источник:                     |      |      |      |      |      |      |      |      |      |      |       |      |      |

## Население
По данным Центрального статистического агентства, население города на 2007 год составляет 120 960 человек, из которых 60 824 мужчины и 60 136 женщин. Три основные этнические группы, проживающие в городе: оромо (46,71 %); амхара (17,14 %) и давуро (10,05 %); доля всех остальных народностей — 26,1 %. Амхарский язык является родным для 41,58 % населения; язык оромо — для 39,96 %; оставшиеся 18,46 % назвали другой язык в качестве родного. 46,84 % населения — приверженцы Эфиопской православной церкви; 39,03 % населения — мусульмане и 13,06 % — протестанты.
По данным переписи 1994 года население города составляло 88 867 человек, из них 43 874 мужчины и 44 993 женщины.

## Экономика
Центр деревообрабатывающей промышленности. В районе города крупнейшие в Эфиопии плантации кофе. В декабре 2006 года на средства Африканского банка развития (98 млн долларов) началось строительство дороги-хайвэя между Джиммой и Мизан-Тефери протяжённостью 227 км.

## Достопримечательности
Достопримечательности города — Дворец Абба Джифара, музей, университет, рынки, аэропорт.

## Известные уроженцы
- Мулату Астатке — эфиопский джазовый вибрафонист, композитор и аранжировщик